# Biały labirynt
Biały labirynt (ang. Smilla's Sense of Snow) – duńsko-szwedzko-niemiecki film fabularny z 1997 roku reżyserii Bille Augusta. Ekranizacja powieści Petera Høega pt. Smilla w labiryntach śniegu.

## Fabuła
Młoda kobieta Smilla Jaspersen wraca do swego domu w Kopenhadze na kilka dni przed Bożym Narodzeniem 1993 r. Okazuje się, że zginął sześcioletni Isaiah, syn jej sąsiadki alkoholiczki, z którym Smilla się przyjaźniła. Policja twierdzi, że dziecko spadło z dachu podczas zabawy. Jednak kobieta wchodzi na dach i odczytuje ślady, pomaga jej w tym fakt, że jest badaczem obszarów podbiegunowych i zajmuje się m.in. śniegiem. Z oględzin wynika, że dziecko było ścigane. Smilla postanawia wyjaśnić zagadkę i wraz ze swoim sąsiadem rozpoczyna śledztwo, które prowadzi do dużej firmy.

## Obsada
- Julia Ormond jako Smilla Jaspersen
- Gabriel Byrne jako mechanik
- Richard Harris jako dr Andreas Tork
- Jim Broadbent jako dr Lagermann
- Tom Wilkinson jako prof. Loyen
- Robert Loggia jako Moritz Jaspersen
- Vanessa Redgrave jako Elsa Lübing
- Bob Peck jako Ravn
- David Hayman jako Telling
- Peter Capaldi jako Birgo Lander
- Mario Adorf jako kapitan Sigmund Lukas
- Erik Holmey jako Hansen
- Matthew Marsh jako detektyw
- Jürgen Vogel jako Nils Jakkelsen
- Charlotte Bradley jako pani Lagermann
- Alvin Ing jako Licht
- Peter Gantzler jako Maurice
- Lars Brygmann jako Verlaine